# Camerata Cornello
Camerata Cornello es una localidad y comune italiana de la provincia de Bérgamo, región de Lombardía, con 646 habitantes.

## Evolución demográfica
| Gráfica de evolución demográfica de Camerata Cornello entre 1861 y 2001 |
|                                                                         |
| Fuente ISTAT - elaboración gráfica de Wikipedia                         |